# Lill-Lindströmstjärnen
Lill-Lindströmstjärnen är en sjö i Strömsunds kommun i Ångermanland och ingår i Ångermanälvens huvudavrinningsområde.